# Lijnden

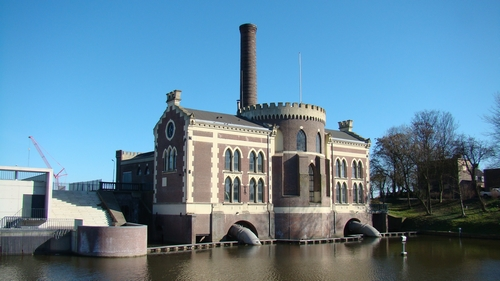
Pumpstation „Gemaal De Lynden“

Lijnden ist ein Dorf in der Gemeinde Haarlemmermeer in der niederländischen Provinz Nordholland. Das Dorf ist nach einer der drei Pumpstationen benannt, die Haarlemmermeer trocken halten: Gemaal De Lynden. Im Jahre 2024 hatte das Dorf 920 Einwohner.

## Geografie
Der Ort liegt im Nordosten der Gemeinde Haarlemmermeer. Südlich des Ortes verläuft die Autobahn A9, im Süden liegt auch der Amsterdamer Flughafen Schiphol. Im Nordwesten kreuzt die Autobahn A5 die A9 und führt am Ort vorbei. Im Osten beginnen die Vororte von Amsterdam.

## Geschichte
Im Mittelalter befanden sich in der Region mehrere Seen, die um 1500 aufgrund des Torfabbaus und schlechter Deiche zusammenwuchsen und das Haarlemmermeer, den damals größten See der Niederlande, bildeten. 1836 hatten zwei gewaltige Stürme das Wasser bis vor die Tore von Amsterdam und Leiden getrieben. Man beschloss die Trockenlegung. Zwischen 1840 und 1845 entstand der Ringkanal und der Ringdeich. 1847 und 1848 entstanden mehrere Pumpstationen, darunter auch die neugotische Station mit acht Pumpen in Lijnden. Zum Namensgeber der  Pumpstation im Nordosten des Polders wurde Baron van Lynden van Hemmen. 1849 begannen die Pumpen zu arbeiten, 1852 war das Haarlemmermeer trockengelegt. Im folgenden Jahr begann der Verkauf und die Besiedlung des neu gewonnenen Landes.

## Wirtschaft
Lijnden ist Sitz der niederländischen Fluggesellschaft Corendon Dutch Airlines.

## Sehenswürdigkeiten
Die Pumpstation „Gemaal De Lynden“ ist niederländisches Reichsdenkmal.